# Contre-la-montre par équipes de l'Open de Suède Vårgårda 2016
La 9e édition du contre-la-montre par équipes de l'Open de Suède Vårgårda a eu lieu le 19 août 2016. Elle fait partie de l'UCI World Tour.

## Parcours
Le circuit est relativement plat et droit dans sa première partie. Il fait demi-tour à Herrljunga. Il emprunte ensuite le circuit de la course en ligne pour revenir à Vårgårda.

## Équipes
Quatorze équipes UCI et deux sélections nationales prennent le départ de la course.
| Équipes féminines professionnelles (14)- Alé Cipollini - BePink - BMS BIRN - Boels Dolmans - BTC City Ljubljana - Canyon-SRAM Racing - Cervélo Bigla - Cylance - Hitec Products - Lensworld-Zannata - Liv-Plantur - Parkhotel Valkenburg - Rabo Liv Women - Wiggle High5 Équipes nationales (2)- Finlande - Norvège |
| |

## Récit de la course
L'équipe Boels Dolmans remporte pour la première fois la course. Elle devance la formation Cervélo Bigla qui a passé le premier temps intermédiaire en tête. C'est la première année que l'équipe Bigla réalise de telles performances dans le contre-la-montre par équipes. Son directeur sportif explique qu'ils ont préparé spécialement l'événement en arrivant plus tôt en Suède. L'arrivée du partenaire Cervélo dans l'équipe justifie ce changement de préparation. L'équipe Rabo Liv Women prend la troisième place.

## Classements

### Classement final
| Rang | Équipe | Temps        |  |
| ---- | --- | ------------ |  |
| 1    | Boels Dolmans Chantal Blaak (NED) Evelyn Stevens (USA) Karol-Ann Canuel (CAN) Katarzyna Pawłowska (POL) Ellen van Dijk (NED) Lizzie Armitstead (Abandon) (GBR)            | 51 min 43 s  |  |
| 2    | Cervélo Bigla Ashleigh Moolman-Pasio (RSA) Lotta Lepistö (FIN) Joëlle Numainville (CAN) Stephanie Pohl (GER) Lisa Klein (Abandon) (GER) Nicole Hanselmann (Abandon) (SUI) | + 36 s       |  |
| 3    | Rabo Liv Women Anna van der Breggen (NED) Shara Gillow (AUS) Marianne Vos (NED) Roxane Knetemann (NED) Anouska Koster (NED) Moniek Tenniglo (NED)                         | +1 min 16 s  |  |
| 4    | Canyon-SRAM | + 1 min 41 s |  |
| 5    | Wiggle High5 | + 1 min 44 s |  |
| 6    | BTC City Ljubljana | + 2 min 34 s |  |
| 7    | Bepink | + 2 min 39 s |  |
| 8    | Cylance | + 2 min 56 s |  |
| 9    | Liv-Plantur | + 3 min 7 s  |  |
| 10   | Parkhotel Valkenburg | + 3 min 21 s |  |
|      | |              |  |

## Liste des participantes
| Légende | Légende                                                                    | Légende | Légende                                                    |
| ------- | -------------------------------------------------------------------------- | ------- | ---------------------------------------------------------- |
| Num     | Dossard de départ porté par le coureur sur cet Open de Suède Vårgårda      | Pos     | Position à l'arrivée de la course                          |
|         | Indique un maillot de champion national ou mondial, suivi de sa spécialité | NP      | Indique un coureur qui n'a pas pris le départ de la course |
| AB      | Indique un coureur qui n'a pas terminé la course                           | HD      | Indique un coureur qui a terminé la course hors des délais |

| Sélection nationale finlandaise  | Sélection nationale finlandaise | Sélection nationale finlandaise |
| -------------------------------- | ------------------------------- | ------------------------------- |
| Num                              | Coureur                         | Pos                             |
| 11                               | Antonia Gröndahl (FIN)          | 16e                             |
| 12                               | Rosa Törmänen (FIN)             | 16e                             |
| 13                               | Cecilia Aintila (FIN)           | 16e                             |
| 14                               | Minna-Maria Kangas (FIN)        | 16e                             |
| 15                               | Suvi Lavonen (FIN)              | 16e                             |
| 16                               | Maija Syrjä (FIN)               | 16e                             |
| Directeur sportif : Juha Aintila |                                 |                                 |

| BMS BIRN BMS                           | BMS BIRN BMS                      | BMS BIRN BMS |
| -------------------------------------- | --------------------------------- | ------------ |
| Num                                    | Coureur                           | Pos          |
| 21                                     | Camilla Møllebro (DEN)            | 12e          |
| 22                                     | Marie Vilmann (DEN)               | 12e          |
| 23                                     | Cecilie Uttrup Ludwig (DEN) (clm) | 12e          |
| 24                                     | Christina Siggaard (DEN)          | 12e          |
| 25                                     | Louise Norman Hansen (DEN)        | AB           |
| 26                                     | Trine Schmidt (DEN)               | AB           |
| Directeur sportif : Bo Handberg Madsen |                                   |              |

| Sélection nationale norvégienne | Sélection nationale norvégienne | Sélection nationale norvégienne |
| ------------------------------- | ------------------------------- | ------------------------------- |
| Num                             | Coureur                         | Pos                             |
| 31                              | Katrine Aalerud (NOR)           | 15e                             |
| 32                              | Turid Korshavn (NOR)            | 15e                             |
| 33                              | Ingrid Moe (NOR)                | AB                              |
| 34                              | Julie Solvang (NOR)             | 15e                             |
| 35                              | Emma Kristine Skjerstad (NOR)   | AB                              |
| 36                              | Line Marie Gulliksen (NOR)      | 15e                             |
| Directeur sportif : Dag Fodstad |                                 |                                 |

| Bepink BPK                          | Bepink BPK              | Bepink BPK |
| ----------------------------------- | ----------------------- | ---------- |
| Num                                 | Coureur                 | Pos        |
| 41                                  | Silvia Valsecchi (ITA)  | 7e         |
| 42                                  | Ilaria Sanguineti (ITA) | 7e         |
| 43                                  | Amber Neben (USA)       | 7e         |
| 44                                  | Francesca Pattaro (ITA) | AB         |
| 45                                  | Olga Zabelinskaya (RUS) | 7e         |
| 46                                  | Tereza Medvedová (SVK)  | AB         |
| Directeur sportif : Marino de Carli |                         |            |

| BTC City Ljubljana BTC           | BTC City Ljubljana BTC       | BTC City Ljubljana BTC |
| -------------------------------- | ---------------------------- | ---------------------- |
| Num                              | Coureur                      | Pos                    |
| 51                               | Eugenia Bujak (POL)          | 6e                     |
| 52                               | Anna Plichta (SLO)           | AB                     |
| 53                               | Corinna Lechner (GER)        | 6e                     |
| 54                               | Martina Ritter (AUT) (clm)   | 6e                     |
| 55                               | Polona Batagelj (SLO)        | 6e                     |
| 56                               | Olena Pavlukhina (AZE) (clm) | 6e                     |
| Directeur sportif : Gorazd Penko |                              |                        |

| Parkhotel Valkenburg PHV        | Parkhotel Valkenburg PHV | Parkhotel Valkenburg PHV |
| ------------------------------- | ------------------------ | ------------------------ |
| Num                             | Coureur                  | Pos                      |
| 61                              | Esra Tromp (NED)         | AB                       |
| 62                              | Vera Koedooder (NED)     | 10e                      |
| 63                              | Natalie van Gogh (NED)   | 10e                      |
| 64                              | Hanna Solovey (UKR)      | 10e                      |
| 65                              | Jermaine Post (NED)      | AB                       |
| 66                              | Janneke Ensing (NED)     | 10e                      |
| Directeur sportif : Raymond Rol |                          |                          |

| Cylance CPC                        | Cylance CPC                 | Cylance CPC |
| ---------------------------------- | --------------------------- | ----------- |
| Num                                | Coureur                     | Pos         |
| 71                                 | Carmen Small (USA)          | 8e          |
| 72                                 | Sheyla Gutierrez Ruiz (ESP) | 8e          |
| 73                                 | Alison Tetrick (USA )       | AB          |
| 74                                 | Rachele Barbieri (ITA )     | AB          |
| 75                                 | Doris Schweizer (SUI) (clm) | 8e          |
| 76                                 | Rossella Ratto (ITA )       | 8e          |
| Directeur sportif : Manel Lacambra |                             |             |

| Lensworld-Zannata-Etixx LZE             | Lensworld-Zannata-Etixx LZE     | Lensworld-Zannata-Etixx LZE |
| --------------------------------------- | ------------------------------- | --------------------------- |
| Num                                     | Coureur                         | Pos                         |
| 81                                      | Maria Giulia Confalonieri (ITA) | 14e                         |
| 82                                      | Annelies Dom (BEL)              | 14e                         |
| 83                                      | Nina Kessler (NED)              | AB                          |
| 84                                      | Alice Maria Arzuffi (ITA)       | 14e                         |
| 85                                      | Winanda Spoor (NED)             | 14e                         |
| 86                                      | Kaat Van der Meulen (BEL)       | AB                          |
| Directeur sportif : Heidi Van De Vijver |                                 |                             |

| Alé Cipollini ALE                        | Alé Cipollini ALE         | Alé Cipollini ALE |
| ---------------------------------------- | ------------------------- | ----------------- |
| Num                                      | Coureur                   | Pos               |
| 91                                       | Marta Bastianelli (ITA)   | 11e               |
| 92                                       | Marta Tagliaferro (ITA)   | 11e               |
| 93                                       | Małgorzata Jasińska (POL) | 11e               |
| 94                                       | Emilia Fahlin (SWE)       | 11e               |
| 95                                       | Anna Trevisi (ITA)        | 11e               |
| 96                                       | Martina Alzini (ITA)      | AB                |
| Directeur sportif : Fortunato Lacquaniti |                           |                   |

| Hitec Products HPU               | Hitec Products HPU            | Hitec Products HPU |
| -------------------------------- | ----------------------------- | ------------------ |
| Num                              | Coureur                       | Pos                |
| 101                              | Lauren Kitchen ( AUS)         | 13e                |
| 102                              | Julie Leth ( DEN)             | 13e                |
| 103                              | Cecilie Gotaas Johnsen ( NOR) | 13e                |
| 104                              | Thea Thorsen ( NOR)           | AB                 |
| 105                              | Emilie Moberg ( NOR)          | 13e                |
| 106                              | Tone Hatteland Lima ( NOR)    | AB                 |
| Directeur sportif : Bart Lismont |                               |                    |

| Cervélo Bigla CBT                  | Cervélo Bigla CBT            | Cervélo Bigla CBT |
| ---------------------------------- | ---------------------------- | ----------------- |
| Num                                | Coureur                      | Pos               |
| 111                                | Ashleigh Moolman-Pasio (RSA) | 2e                |
| 112                                | Lotta Lepistö (FIN) (clm)    | 2e                |
| 113                                | Joëlle Numainville (CAN)     | 2e                |
| 114                                | Stephanie Pohl (GER)         | 2e                |
| 115                                | Lisa Klein (GER)             | AB                |
| 116                                | Nicole Hanselmann (SUI)      | AB                |
| Directeur sportif : Thomas Campana |                              |                   |

| Liv-Plantur TLP                  | Liv-Plantur TLP       | Liv-Plantur TLP |
| -------------------------------- | --------------------- | --------------- |
| Num                              | Coureur               | Pos             |
| 121                              | Leah Kirchmann (CAN)  | 9e              |
| 122                              | Riejanne Markus (NED) | 9e              |
| 123                              | Sara Mustonen (SWE)   | 9e              |
| 124                              | Julia Soek (NED)      | AB              |
| 125                              | Rozanne Slik (NED)    | 9e              |
| Directeur sportif : Mattias Reck |                       |                 |

| Canyon-SRAM Racing LPR          | Canyon-SRAM Racing LPR    | Canyon-SRAM Racing LPR |
| ------------------------------- | ------------------------- | ---------------------- |
| Num                             | Coureur                   | Pos                    |
| 131                             | Trixi Worrack (GER) (clm) | 4e                     |
| 132                             | Hannah Barnes (GBR )      | 4e                     |
| 133                             | Alexis Ryan (USA )        | AB                     |
| 134                             | Mieke Kröger (GER )       | AB                     |
| 135                             | Elena Cecchini (ITA )     | 4e                     |
| 136                             | Tiffany Cromwell (AUS )   | 4e                     |
| Directeur sportif : Ronny Lauke |                           |                        |

| Rabo Liv Women RBW                  | Rabo Liv Women RBW         | Rabo Liv Women RBW |
| ----------------------------------- | -------------------------- | ------------------ |
| Num                                 | Coureur                    | Pos                |
| 141                                 | Anna van der Breggen (NED) | 3e                 |
| 142                                 | Shara Gillow (AUS)         | 3e                 |
| 143                                 | Marianne Vos (NED)         | 3e                 |
| 144                                 | Roxane Knetemann (NED)     | 3e                 |
| 145                                 | Anouska Koster (NED)       | 3e                 |
| 146                                 | Moniek Tenniglo (NED)      | AB                 |
| Directeur sportif : Koos Moerenhout |                            |                    |

| Wiggle High5 WHT                        | Wiggle High5 WHT          | Wiggle High5 WHT |
| --------------------------------------- | ------------------------- | ---------------- |
| Num                                     | Coureur                   | Pos              |
| 151                                     | Amy Pieters (NED)         | 5e               |
| 152                                     | Danielle King (GBR)       | 5e               |
| 153                                     | Audrey Cordon (FRA) (clm) | AB               |
| 154                                     | Giorgia Bronzini (ITA)    | 5e               |
| 155                                     | Chloe Hosking (AUS)       | 5e               |
| 156                                     | Amy Roberts (GBR)         | AB               |
| Directeur sportif : Donna Rae-Szalinski |                           |                  |

| Boels Dolmans DLT              | Boels Dolmans DLT          | Boels Dolmans DLT |
| ------------------------------ | -------------------------- | ----------------- |
| Num                            | Coureur                    | Pos               |
| 161                            | Chantal Blaak (NED)        | 1re               |
| 162                            | Elizabeth Armitstead (GBR) | AB                |
| 163                            | Evelyn Stevens (USA)       | 1re               |
| 164                            | Karol-Ann Canuel (CAN)     | 1re               |
| 165                            | Ellen van Dijk (NED)       | 1re               |
| 166                            | Katarzyna Pawłowska (POL)  | 1re               |
| Directeur sportif : Danny Stam |                            |                   |

Source